# Koakuma Heaven
Koakuma Heaven è un singolo della cantante rock giapponese Gackt pubblicato il 10 giugno 2009.

## Tracce
1. Koakuma Heaven (小悪魔ヘヴン)
2. My Father's Day
3. Koakuma Heaven (小悪魔ヘヴン) (Instrumental)
4. My Father's Day (Instrumental)